# Airplane!
Airplane! és un pel·lícula estatunidenca de 1980.

## Argument
L'ex pilot de caça Ted Striker és un veterà de guerra traumatitzat convertit en taxista. A causa de la seva por patològica de volar i "problema de beure" (sense poder prendre una beguda sense esquitxar-la a la cara), no ha estat capaç de dur a terme un treball responsable. La seva nòvia de guerra, Elaine Dickinson, era assistent de vol, el deixa abans d'abordar el seu vol assignat de Los Angeles a Chicago. Ted abandona el seu taxi i compra un bitllet en el mateix vol per intentar recuperar-la. No obstant això, continua rebutjant-lo durant el vol.

## Repartiment
- Robert Hays com a Ted Striker
- Julie Hagerty com a Elaine Dickinson
- Leslie Nielsen[1] com a Doctor Rumack
- Peter Graves com a capità Clarence Oveur
- Lloyd Bridges com a Steve McCroskey
- Robert Stack com a capità Rex Kramer
- Lorna Patterson com a Randy
- Stephen Stucker com a controlador aeri Johnny Henshaw-Jacobs
- Kareem Abdul-Jabbar com a Roger Murdock

## Recepció
Als Estats Units, va ser seleccionada com la millor comèdia de tots els temps en l'especial de l'American Broadcasting Company Best in Film: The Greatest Movies of Our Time. Al Regne Unit, els lectors de la revista Total Film la van classificar com la segona millor pel·lícula de comèdia de tots els temps;